# 小川平四郎

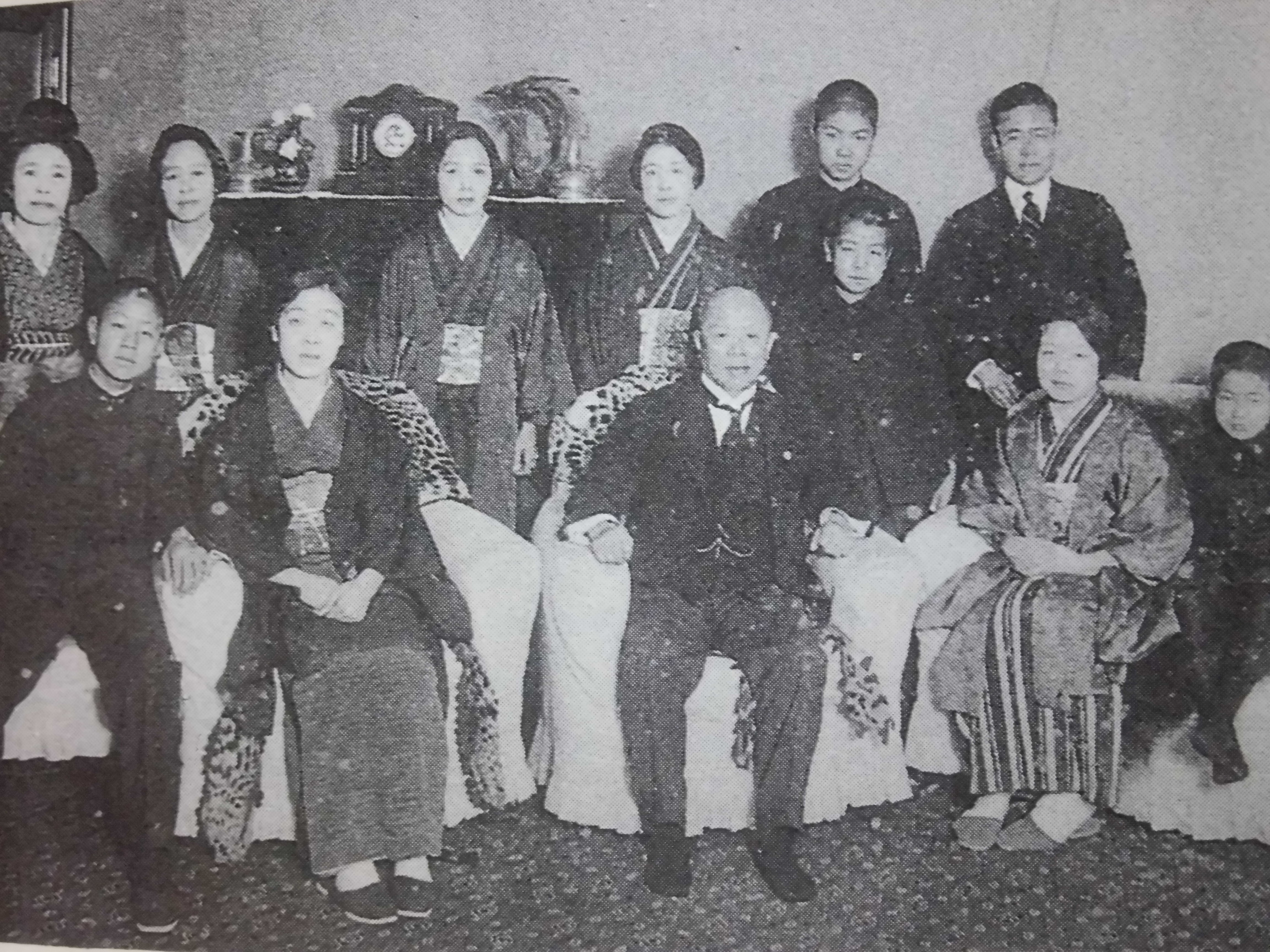
小川平吉一家の写真。後列の右から2番目にいるのが小川平四郎。

小川 平四郎（おがわ へいしろう、1916年3月17日 - 1997年7月25日）は、日本の外交官、駐中華人民共和国大使。父親は小川平吉。

## 人物
小川平吉の四男として、東京府東京市麹町区（現在の東京都千代田区）に生まれる。1933年に東京高等師範学校附属中学校（現・筑波大学附属中学校・高等学校）を卒業。1942年東京帝国大学卒業。
1939年に外務省に入省し、間も無く中国語研修生として北京に渡り輔仁大学で学び、戦後は香港日本総領事やアジア局長などを務めるなど、外務省チャイナスクールの第一人者。
1968年11月13日から1972年1月11日まで第6代駐デンマーク日本大使を務め、1973年3月31日には、初代駐中華人民共和国日本大使に就任し、1977年7月4日まで務めた。なお、1997年7月25日、東京で心臓病により没した（享年81）。

## 家族
- 外交官の斎藤邦彦は甥[4]。

## 著書
- 小川平四郎 (1990年). 父の中国と私の中国: 書が語る日中の百年. ISBN 9784377408690 - 伝記
- 小川平四郎 (1977年11月). 北京の四年―回想の中国 (1977年). ISBN 9784377303797[5]